# Korioretinit
Korioretinit är en inflammation i åderhinnan och näthinnan i ögat. Den beror främst på toxoplasmos eller cytomegalovirusinfektion.